# Wieselburg
Wieselburg är en stadskommun i distriktet Scheibbs i förbundslandet Niederösterreich i Österrike. Kommunen har 4 785 invånare (2024).